# Президентские выборы в Эквадоре (1911)
Президентские выборы в Эквадоре проходили в 1911 году. В результате победу одержал Эмилио Эстрада, получивший 94 % голосов.

## Предвыборная обстановка
Президент Элой Альфаро объявил о новых президентских выборах в 1911 году. В избирательной кампании 1910—1911 годов было три кандидата: Эмилио Эстрада, гражданский представитель из Гуаякиля, которого поддерживал Элой Альфаро, поскольку Эстрада пользовался доверием Альфаро и был его идеологическим единомышленником; Альфредо Бакерисо от сторонников либеральной и части консервативной фракций и Флавио Альфаро от некоторых военных кругов. Во время кампании Альфаро начал сомневаться в своей поддержке Эстрады, поскольку у последнего было слабое здоровье, из-за чего был шанс, что Эстрада мог не закончить свой президентский срок. Элой Альфаро рассматривал возможность вновь захватить власть вооружённым путём, но решил провести выборы, заверив Эстраду в своей способности вновь принять командование.

## Избирательная кампания
Эмилио Эстрада триумфально одержал победу на выборах, получив 103 024 голоса. Флавио Альфаро получил 3 708 голосов, Альфредо Бакерисо Морено — 2 583 голоса, а остальные кандидаты — 348 голосов.
Элой Альфаро хотел продлить своё президентство и искал предлоги, чтобы попросить Эстраду уйти в отставку, прежде чем вновь занять пост президента. Одним из таких оправданий было то, что у Эстрады были проблемы с сердцем и, кроме этого, он не пользовалась популярностью. Поскольку Эстрада не принял намёков Альфаро, президент созвал внеочередной съезд, чтобы дисквалифицировать Эстраду, но ему это не удалось. 3 июля 1911 года, в одиннадцать часов утра, за два месяца до вступления Эстрады в должность, генерал Эмилио Мария Теран, его сторонник, был убит полковником Луисом Квирола в баре отеля Royal в Кито. Теран замышлял свергнуть Альфаро.
Альфаро объяснил убийство как бытовое преступление из-за женщины; оппозиция считала это политическим преступлением. 11 августа несколько кучеров Терана убили Квирола, находившегося в тюрьме в Паноптикуме. В тот же день многочисленные солдаты и горожане напали на дворец Каронделет, чтобы захватить Альфаро. Чилийский министр Виктор Истман Кокс вошёл во дворец, привёл президента Альфаро в своё представительство, спасая жизнь ему и его семье.
Глава сената Карлос Фрейле Сальдумбиде потребовал отставки Альфаро под угрозой со стороны народа. Альфаро ответил: «Я не хочу, чтобы пролилась ни одна капля крови в моих личных интересах» и подал в отставку. Войска из Второй военной зоны под командованием генерала Ульпиано Паэса двинулись на Кито, чтобы защитить Альфаро, однако Паэсо смогли отговорить от этого. Альфаро уехал в Панаму благодаря посредничеству избранного президента Эмилио Эстрады и Карлоса Фрейле Сальдумбиде и после обещания не вмешиваться в политику в течение двух лет.
Эмилио Эстрада был президентом Эквадора с 1 сентября 1911 года до своей смерти от сердечной недостаточности 21 декабря того же года, оставив исполнительную власть президенту Сената Карлосу Фрейле Сальдумбиде. Генерал Альфаро, опасаясь, что власть вернется в руки гражданских, провозгласил себя верховным вождём и немедленно прибыл из Панамы, развязав тем самым гражданскую войну, кульминацией которой стали его захват и гибель 28 января 1912 года.

## Результаты
| Кандидат          | Голоса  | %    |
| ----------------- | ------- | ---- |
| Эмилио Эстрада    | 103 024 | 93,9 |
| Флавио Альфаро    | 3 708   | 3,4  |
| Альфредо Бакерисо | 2 583   | 2,4  |
| Прочие            | 348     | 0,3  |
| Всего             | 109 663 | 100  |
| Источник: Nohlen  |         |      |